# 香美町立余部小学校

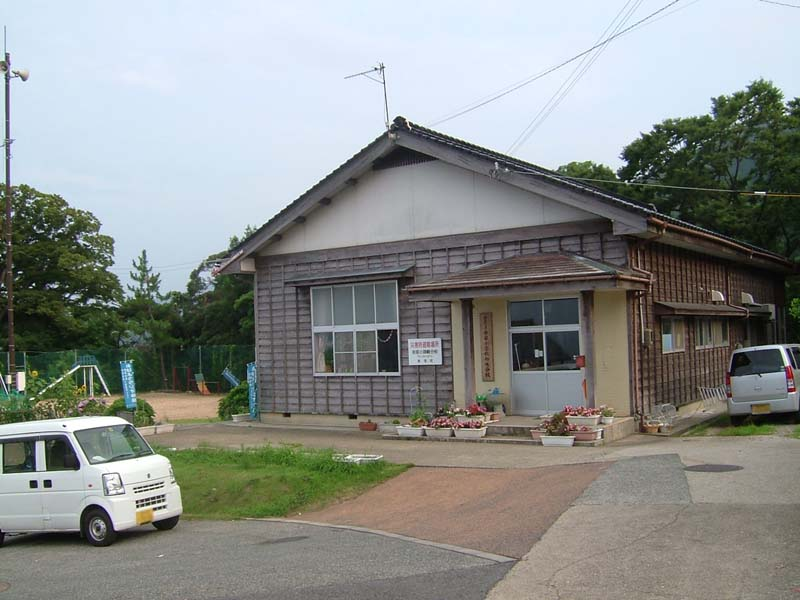
御崎分校（休校中）

香美町立余部小学校（かみちょうりつ あまるべしょうがっこう）は、兵庫県美方郡香美町香住区余部にある公立小学校。
校舎はJR山陰本線餘部橋梁下の南側にあり、同じ校地内に余部幼稚園が併設されている。
日本で最も高所にある余部埼灯台のある御崎地区に御崎分校が設置されている。

## 沿革
- 1875年（明治8年）12月5日 - 公立余部小学校創設、浜在・長福寺の一部を借りうけて仮校舎とする。
- 1882年（明治15年）11月25日 - 新築校舎落成（浜1567番地）。
- 1887年（明治20年）5月6日 - 余部簡易小学校と改称。
- 1890年（明治23年）6月 - 美含郡余部尋常小学校と改称。
- 1913年（大正2年）11月 - 2階建校舎新築。
- 1914年（大正3年）5月 - 鎧分教場を新築。
- 1915年（大正4年）10月 - 御崎分教場を新築。
- 1922年（大正11年）4月1日 - 高等科を併置し、余部尋常高等小学校と改称。
- 1926年（大正15年）12月 - 浜1775番地へ旧校舎を移動し、新校舎増築。
- 1941年（昭和16年）4月1日 - 国民学校令により余部国民学校と改称。
- 1947年（昭和22年）4月1日 - 学制改革により余部村立余部小学校と改称。
- 1948年（昭和23年）4月 - 香住町外一か村組合立香住中学校余部分校併設。
- 1952年（昭和27年）11月 - 香住中余部分校が余部村立余部中学校となり併設される。
- 1955年（昭和30年）3月30日 - 町村合併により、香住町立余部小学校と改称。
- 1956年（昭和31年）4月1日 - 余部中が香住町立香住第一中学校余部分校と改称。町立余部幼稚会（幼稚園の前身）として認可され、小学校に併設される。
- 1957年（昭和32年）9月4日 - 鎧分校を廃止、同地区の児童は香住小学校へ転校。
- 1959年（昭和34年）2月24日 - 全校児童が、餘部駅設置用ぐり石運搬を4日間実施する。
  - 4月16日 - 餘部駅開業式及び祝賀会を行う（全校児童は旗行列をして校区を廻る）。
  - 4月18日 - 香住第一中余部分校閉校式を行う。分校生徒は、列車で本校へ通学する。
- 1967年（昭和42年）3月22日 - 鉄筋3階建て新校舎の竣工式を行う。
- 1968年（昭和43年）4月1日 - 余部幼稚園が認可され、小学校に併設される。
- 1973年（昭和48年）4月1日 - 余部幼稚園複式2年保育となる。
- 1975年（昭和50年）11月3日 - 創立100周年記念式典並びに祝賀会を行う。
- 1992年（平成4年）3月 - 御崎分校が休校。（1994年4月に再開）[1]
- 2005年（平成17年）4月 - 市町村合併により、香美町立余部小学校へ改称。
- 2010年（平成22年）3月 - 御崎分校が休校。（2011年4月に再開）[1]
- 2021年（令和3年）3月 - 御崎分校が休校。[1]

## 交通アクセス
- JR山陰本線 餘部駅から700m

## 周辺の主な施設
- 余部橋梁 - 学校のシンボル的存在。
- 餘部駅 - かつて当校児童が描いた壁画があった。
- 道の駅あまるべ
- 余部鉄橋「空の駅」

## 通学区域が隣接している学校
- 香美町立香住小学校
- 新温泉町立浜坂東小学校